# Балтистан
Балтистан, область у районі хребта Каракорум, частина північно-східного Кашміру, належить Пакистану з 1949. Це батьківщина мусульман балті-тибетського походження.
Головне місто: Скарду.
Для мусульман велику роль відіграє місто Гіарі — місце, де знаходиться мечеть, побудована персом Саїдом Алі Хамадані (Шихаб ад-дин ал-Хамадани, 1314—1385), який у 14 столітті приніс мусульманську релігію в Балтистан.
| Пакистан | Це незавершена стаття з географії Пакистану. Ви можете допомогти проєкту, виправивши або дописавши її. |